# Caltanissetta (província)
A província de Caltanissetta é uma província italiana da região de Sicília com cerca de 272 402 habitantes, densidade de 128 hab/km². Está dividida em 22 comunas, sendo a capital Caltanissetta.
Faz fronteira a norte com a província de Palermo, a nordeste com a província de Enna, a este com a província de Catania, a sudeste com a província de Ragusa, a sul com o Canal da Sicília e a oeste com a província de Agrigento.
A comuna de Resuttano é um enclave na província de Palermo. Por outra lado, esta província tem um enclave da província de Enna, embor não tenha localidades.